# Nemzeti bajnokság I 1919/1920
Sedmnáctý ročník Nemzeti bajnokság I (1. maďarské fotbalové ligy) se konal opět za účasti patnácti klubů, které byli v jedné skupině a hrály dvakrát každý s každým. 
Soutěž ovládl posedmé ve své klubové historii a popáté za sebou MTK Budapešť. Nejlepším střelcem se stal již po šesté po sobě György Orth (28 branek), který hrál za MTK Budapešť.